# Stephan Hain
Stephan Hain est un footballeur allemand, né le 27 septembre 1988 à Zwiesel qui évolue comme attaquant au SpVgg Unterhaching.